# 前齿肖峭
前齿肖峭（学名：Tetragnatha praedonia），又名前齒長腳蛛，为肖峭科肖峭属的动物。分布于日本、朝鲜以及中国大陆的广布等地，多生活于稻田及果园。该物种的模式产地在日本。